# Ministerium Tajnej Rady

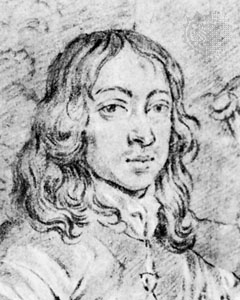
Hrabia Essex, Pierwszy Lord Komisji Skarbu

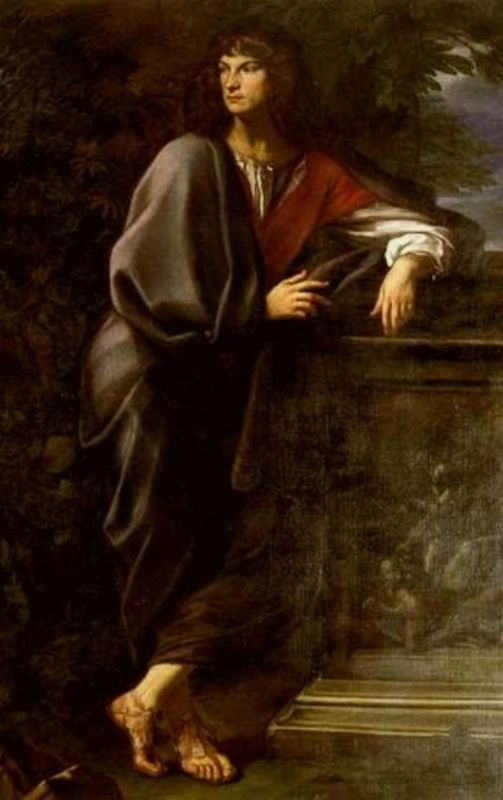
Hrabia Sunderland, minister północnego departamentu

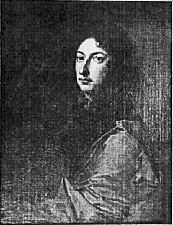
Hrabia Shaftesbury, lord przewodniczący Rady

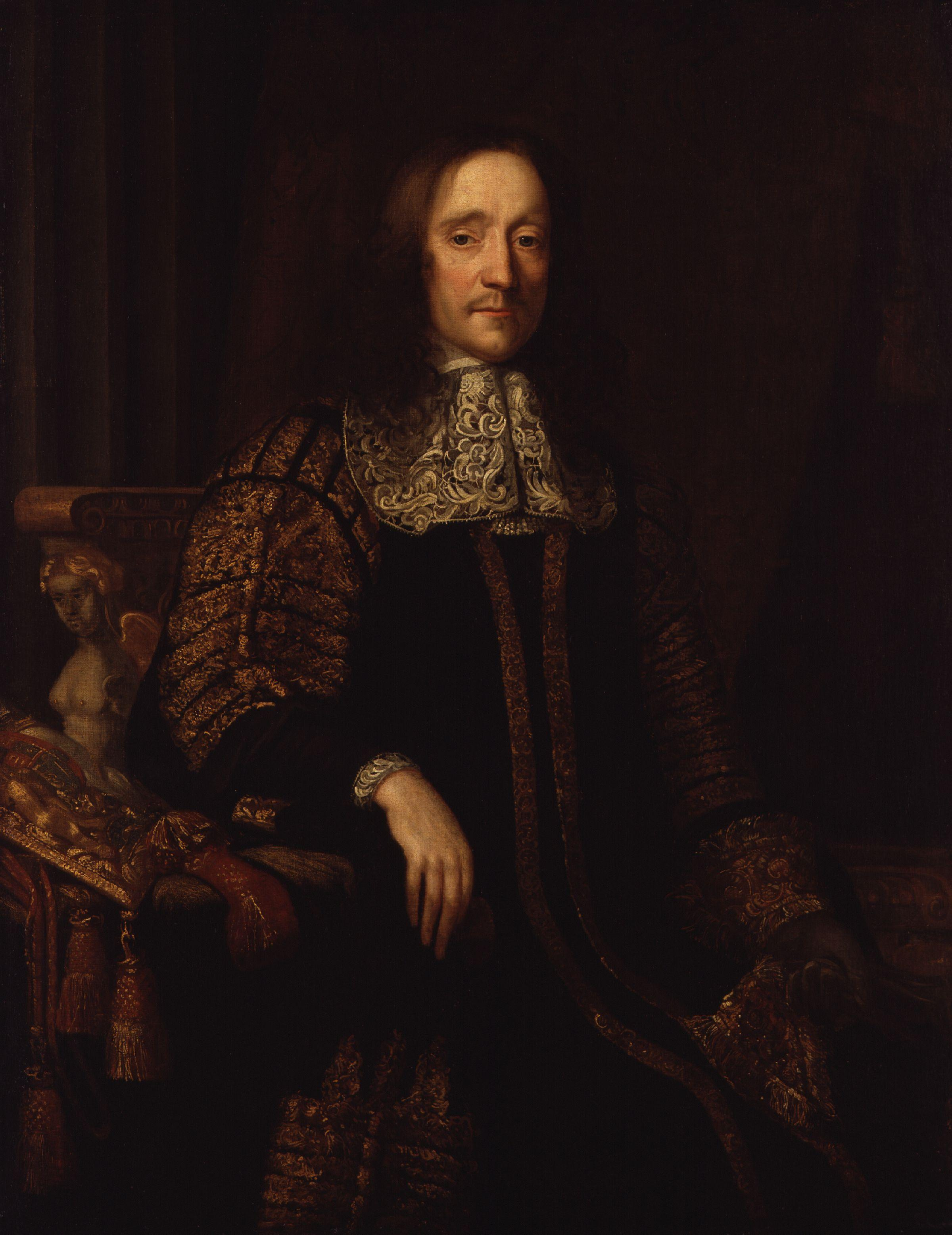
Hrabia Anglesey, lord tajnej pieczęci

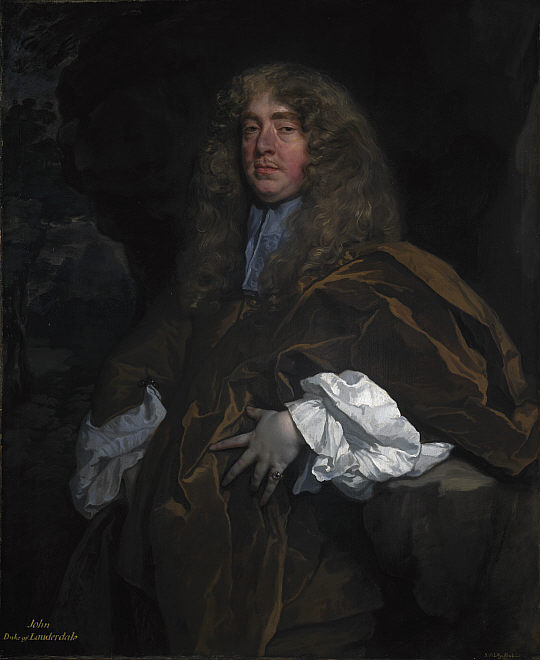
Książę Lauderdale, minister ds. Szkocji

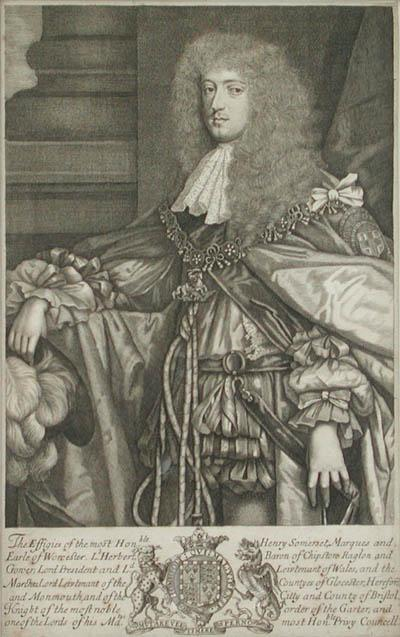
Markiz Worcester, lord prezydent Walii

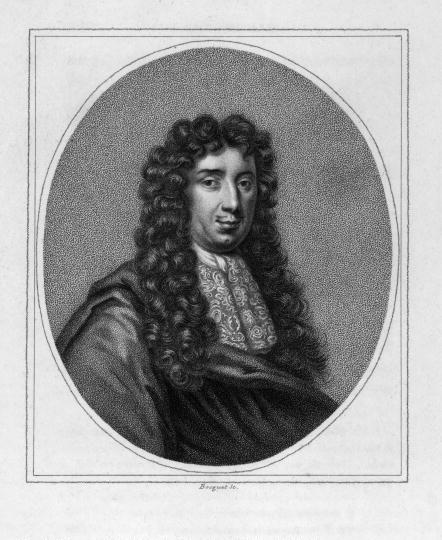
Wicehrabia Halifax

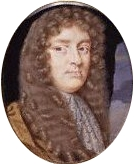
Lord William Russell

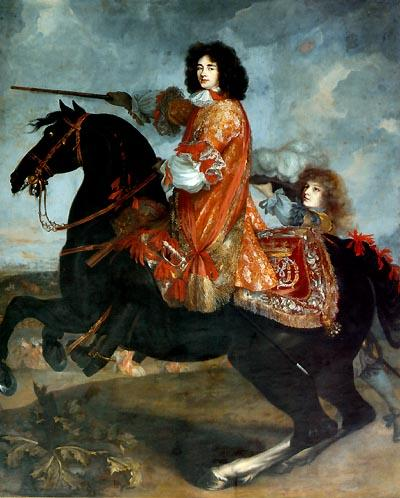
Książę Monmouth

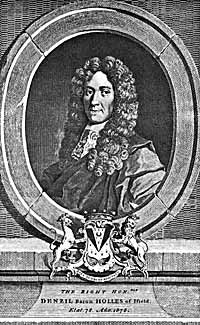
Baron Holles

Utworzenie ministerium w skład którego weszli wszyscy członkowie Tajnej Rady króla Karola II było skutkiem narastającego konfliktu na linii król-parlament. Ministerium złożone z członków Rady miało umocnić pozycję króla wobec parlamentu, jednak weszli doń także przedstawiciele opozycji (lord Shaftesbury, książę Monmouth), co sparaliżowało jej prace. Ministerium istniało od kwietnia do listopada 1679 r.

## Skład ministerium
| Urząd                                 | Imię i nazwisko | Kadencja |
|                                       | |          |
| Pierwszy Lord Komisji Skarbu          | Arthur Capell, 1. hrabia Essex | 1679     |
| Minister północnego departamentu      | Robert Spencer, 2. hrabia Sunderland | 1679     |
| Lord kanclerz                         | Heneage Finch, 1. baron Finch | 1679     |
| Lord przewodniczący Rady              | Anthony Ashley-Cooper, 1. hrabia Shaftesbury John Robartes, 2. baron Robartes | 1679     |
| Lord tajnej pieczęci                  | Arthur Annesley, 1. hrabia Anglesey | 1679     |
| Lord szambelan                        | Henry Bennet, 1. hrabia Arlington | 1679     |
| Minister południowego departamentu    | Henry Coventry | 1679     |
| Minister ds. Szkocji                  | John Maitland, 1. książę Lauderdale | 1679     |
| kanclerz skarbu                       | John Ernley | 1679     |
| Generał artylerii                     | Thomas Chicheley | 1679     |
| Pierwszy lord Admiralicji             | Henry Capell | 1679     |
| Przewodniczący Sądu Spraw Pospolitych | Francis North | 1679     |
| Lord Prezydent Walii                  | Henry Somerset, 3. markiz Worcester | 1679     |
| Arcybiskup Canterbury                 | William Sancroft | 1679     |
| Biskup Londynu                        | Henry Compton | 1679     |
| brak stanowiska                       | William Temple George Savile, 1. wicehrabia Halifax Edward Seymour Henry Powle Lord William Russell William Cavendish, lord Cavendish of Hardwick John Granville, 1. hrabia Bath James Cecil, 3. hrabia Salisbury John Egerton, 2. hrabia Bridgewater Charles Monck, 2. książę Albemarle James Scott, 1. książę Monmouth Charles Paulet, 6. markiz Winchester Thomas Belasyse, 2. wicehrabia Fauconberg Henry Cavendish, 2. książę Newcastle Denzil Holles, 1. baron Holles | 1679     |
| Płacmistrz armii                      | Stephen Fox | 1679     |